# 귀도 현
귀도현은 《신비아파트》에 등장하는 남성 퇴마사 캐릭터이다.

## 작중 행적

### 신비아파트 고스트볼Z
1화에서 하리 옆을 맴도는 모습이 나오며 위기에 처한 귀도현을 구하리가 구해준다. 구하리가 간 뒤 "구하리..." 라고 하리의 이름을 속삭인다.
3화에서는 두리와 함께 가는 하리가 돌에 걸려 넘어지자 잡아주며 "많이 덜렁거리네?" 라고 한다. 구하리가 고스트볼을 쓰지못해 녹수귀한테 잡혔을 때 나타나 녹수귀의 결계를 부숴 고스트볼을 사용할 수 있게 해준다. 그리고 마지막에 옥상에서 하늘로 승천하는 녹수귀를 보고 사라진다.
4화에서는 계속해서 하리 주위를 맴돌다가 강림과 마주치면서 강림이와 싸우게 된다. 강림의 공격을 쉽게 피하는데다 검만 휘두르는데도 강림의 검을 쉽게 부숴버린다.
5화에서는 현혹귀의 결계를 부수고 나타나 하리를 구하고 탈출한다.
7화에서는 하리에게 말을 걸고, 두리가 오니 사라져버린다.
9화에서는 마녀에게 묶인 하리를 구하고 두리와 가은이도 풀리게 되고 마녀를 승천시킨 뒤 구하리가 친구들을 구해줘서 고맙다고 하는데 이때 귀도현은 구하리에게 "너를 구하려고 온 것뿐이야"라 말하고 "그래도 뭐.. 고맙다고해주니 나쁘지는 않네"라며 떠난다.
11화에서는 학교에 갇힌 하리와 친구들을 구하고 구인남이 하리, 두리를 데리러오자 가라며 다시 학교 안으로 들어가버린다.
12화에서 블랙 고스트볼과 어둠큐브로 현룡을 소환해 은혼귀를 물리쳐주고 강림의 형이란 것이 밝혀졌다.

14화 에필로그에서 곤과 잠깐의 대화를 나눈후 심란한 표정을 짓는다.
15화에서 하리와 두리가 말하는것을 옥상에서 지켜본다.

16화에서는 강림을 보다 강림이 자신을 발견하고, 잠깐의 대화를 나눈다. 대화는 대충 강림에게 소중한 것들을 지키고 싶으면 더 강해지라는 것이였다.
17화에서는 신비아파트 옥상에서 하리일행을 지켜보다, 불의 귀도가 나타나자 경계하며 불의귀도에게 자신의 임누에 끼어들면 가만두지 않겠다고 한다.
18화에는 귀도퇴마사 기지에서 나오며 무언갈 결심한듯한 표정을 짓는다.
19화 인어러부터 위험에 빠진 하리를 구해주며 등장.
20화에서는 결국 모든것이 다 고스트볼을 빼앗기 위한것이 드러났는데, 일부러 인어에게 공격당하며 하리에게서 고스트볼을 얻었지만 이내 다시 하리에게 돌려준다.

23화에세 재등장 하며, 사신의 부활에 일촉즉발 상황에서도 자신의 앞을 막는 철의 귀도와 맞써 싸운다.
24화 강림과 하리를 구하고 귀고곤과 싸우다 쓰러진다,하리에게 큐브를 강림에게 사복검을 물려준다.
그리고..곤에 공격에 위험에 빠진 하리와 강림을 구하려다 쓰러졌다.

## 사용하는 무기
- 사복검: 현회선풍, 만편분해 등의 기술이 있다. 귀도 현이 공격을 안해도 저절로 현의 생각대로 움직일 수 있다.
- 블랙 고스트볼Z: 블랙 고스트볼에 어둠큐브를 장착해 고스트를 소환한다.

- 흑룡도: 현의 속성귀인 현룡이 현을 구하기위해 검속에 들어가 흑룡도가 됐다.

## 다른 캐릭터와의 관계

### 최강림
자신의 동생.

### 구하리
임무에 의해 지켜야 할 아이기도 하지만 한편으로는 자신의 동생 선을 생각하며 지키는것이기도 한것 같다.
귀도퇴마사 24화에서 하리가 쓰러진 현을 보고 “일어나라고 이 거짓말쟁이야!” 라고 하며 눈물을 흘릴정도로 관계가 처음치고는 깊어졌다.

### 귀도 곤
자신의 양아버지이자 대장님.

### 선
여동생.